# الکساندر کلپیکوف
الکساندر کلپیکوف (روسی: Александр Григорьевич Клепиков؛ (زادهٔ ۲۳ مهٔ ۱۹۵۰ – درگذشتهٔ ۲۶ فوریهٔ ۲۰۲۱) قایقران روئینگ اهل شوروی بود.
وی در مسابقات کشوری و بین‌المللی در مجموع برندهٔ ۲ مدال طلا، ۱ مدال نقره شده بود.